# Guerra civile romana (350-353)
La guerra civile romana del 350-353 fu un conflitto armato tra l'imperatore Costanzo II e l'usurpatore Magnenzio, che si concluse con la morte di Magnenzio, e che comprende una delle battaglie più sanguinose della storia romana, la Battaglia di Mursa Maggiore, in cui persero la vita più di 50 000 uomini da ambo le parti. La guerra fu molto cruenta, e le alte perdite subite dall'esercito romano dettero il via a una serie di invasioni barbariche che furono respinte solo con le campagne galliche di Giuliano.

## Antefatto
Nel 350, l'impero romano era diviso in due parti: l'Oriente era governato da Costanzo, uno dei figli di Costantino, che condivideva il comando con Gallo, il giovane cugino, mentre in occidente regnava il fratello minore, Costante. La situazione dell'impero era nel complesso tranquilla, e le invasioni dei barbari erano state frustate dall'abile generale Magnenzio, magister equitum della Gallia. Magnenzio era però un uomo molto ambizioso, e aveva grandi progetti sul suo futuro. Costante inoltre era un sovrano debole e facilmente manovrabile, e Magnenzio decise di conquistare il trono imperiale. Godendo del sostegno delle legioni galliche, di quelle spagnole e di quelle italiche, in gennaio si rivoltò a Costante e discese per l'Italia, prendendo Ravenna e Milano. Costante, a corto di uomini radunò alcune legioni africane, ma Magnenzio giunse a Roma e lo fece giustiziare. Inizialmente Costanzo sembrò pronto ad accettare il fatto compiuto, ma ben presto l'augusto cominciò a radunare un grande esercito per invadere i territori sotto Magnenzio, e per tenere impegnato Magnenzio, assecondò un secondo usurpatore, Vetranione, che si fece eleggere dalle regioni in Illirico.

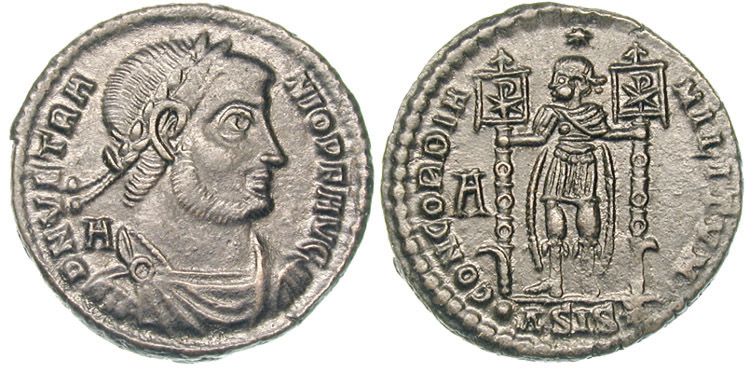
Vetranione, usurpatore in Illirico e alleato di Costanzo

La fedltà riposta da Costanzo in Vetranione si rivelò però mal riposta: infatti l'usurpatore non mosse guerra a Magnenzio, e intrattenne dei rapporti diplomatici. Costanzo, stipulata una pace con i Sasanidi, si portò in Tracia, e lì ricevette gli ambasciatori di Magnenzio, che gli proposero di elevare a parigrado Magnenzio e di accettare i suoi doni. Inoltre proponeva di suggellare l'alleanza con un doppio matrimonio familiare, ma Costanzo, sdegnato fece uccidere tutti gli ambasciatori, tranne uno che venne rispedito a Magnenzio. Quest'atto implicava quindi la guerra, ma prima di cominciare la campagna, Costanzo si occupò di Vetranione, al quale intentò un processo, e Vetranione, capendo di essere in trappola si arrese e lo dichiarò unico imperatore. Pochi fedeli vennero uccisi, e Vetranione si ritirò a vita privata, mentre Costanzo e Magnenzio preparavano le proprie rispettive forze.

## Fonti
Le fonti per la guerra sono piuttosto scarse: Ammiano ne accenna alcuni eventi nelle Res Gestae, mentre Giuliano tratta la guerra nei suoi panegirici dedicati al cugino Costanzo, nei quali ricostruisce le operazioni militari nel 351-52, mentre meno informazioni si hanno sull'ultimo anno di guerra.

## Campagna militare

### Campagna in Dalmazia: 350-51
La prima fase della guerra vide la campagna militare in Dalmazia, iniziata a favore di Magnenzio ma conclusasi con la grande vittoria di Costanzo a Mursa Maggiore, dove circa 100 000 romani si scontrarono in una sanguinosa battaglia senza esclusione di colpi, che vide la morte di metà dell'esercito di Costanzo e i due terzi di quello di Magnenzio.
350In quest'anno, dopo il processo di Vetranione, Costanzo comincia a radunare un grande esercito per la campagna militare, ma Magnenzio lo precede e attacca Sirmio e Sinscia, conquistandolo dopo un mese di assedio. Magnenzio fa inoltre occupare Smirtne e colpisce la provincia di Pannonia. La guerra dell'anno comincia quando Costanzo manda circa 10 000 soldati verso la Dalmazia, ma Magnenzio, con 36 000 uomini sbaraglia l'armata alle Alpi Giulie, mentre cercava di attraversarle per entrare in Italia. Per indebolire Magnenzio, Costanzo, radunati 60 000 uomini, stringe un'alleanza con gli Alemanni, e ordina loro di invadere la Gallia e di prendere le basi di rifornimento galliche di Magnenzio. I barbari invadono la valle del Rodano e conquistano Colonia, costringendo Severo, secondo di Magnenzio a usare i 10 000 uomini di rinforzo contro i barbari. Magnenzio allora, occupa Sirmio e comincia a fare terra bruciata in vista dell'esercito di Costanzo che si muove all'inizio dell'Inverno. Magnenzio allora sposta 6 000 uomini verso la Macedonia, ma Costanzo attacca Nicopoi e Filippopoli, e, dopo averle occupate in novembre, marcia verso Sirmio. Magnenzio richiama i 6 000 soldati del distaccamento, che vengono aggrediti durante la ritirata. Magnenzio decide di attaccare, ma Costanzo attacca Sirmio, costringendo Magnenzio a marciare verso Mursia. Costanzo distacca una parte degli uomini verso l'Italia mentre in Gallia le truppe di Severo vengono sconfitte dai barbari. In Italia, i seguaci di Costante vengono tutti giustiziati.

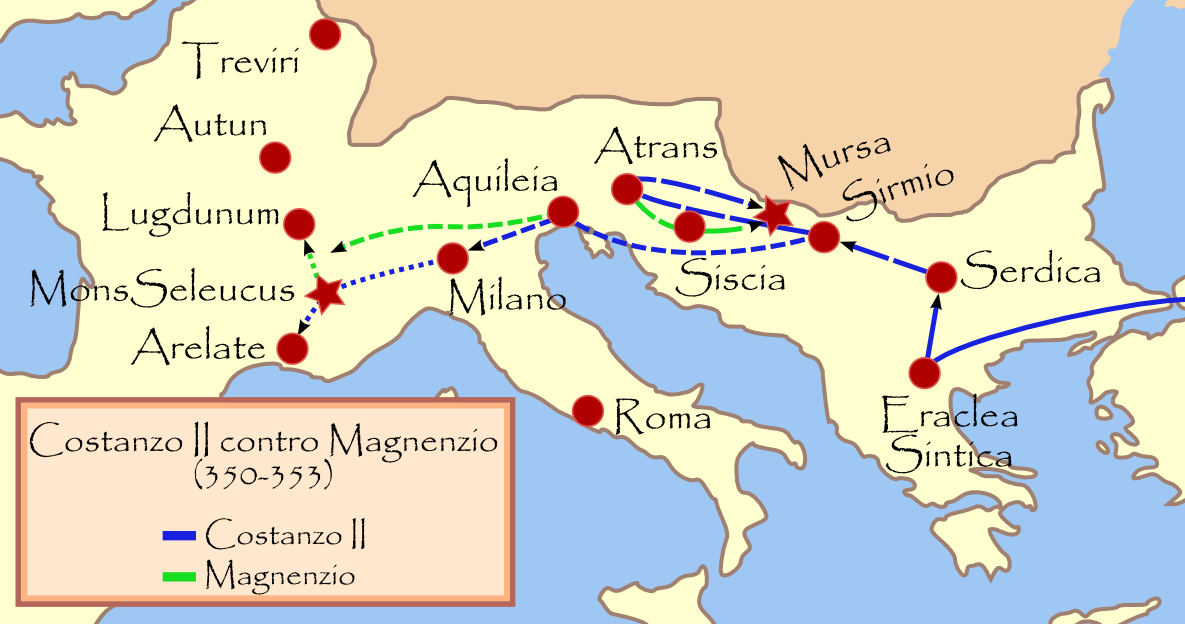
Movimenti durante la guerra tra Costanzo II e Magnenzio.

351Costanzo, allorta decise di provare una manovra di aggiramento per arrivare nelle alpi giulie e tagliare la via di fuga a Magnenzio. Secondo Ammiano, il contingente contava 20 000 uomini. Magnenzio, però, agì prontamente, e sbaragliò l'esercito nemico sulle Alpi. La battaglia vide almeno 2 000 morti per Costanzo, mentre le perdite di Magnenzio furono risibili. Intanto, in gallia, Severo sconfiggeva i barbari a Magonza, e li scacciava dalla valle del Rodano. Costanzo, rendendosi conto della situazione, decise di distaccare 5 000 uomini e di mandarli in Epiro; come previsto Magnenzio mandò una parte dell'esercito a contrastare la minaccia, e Costanzo lo attaccò con 60 000 uomini. Magnenzio, che disponeva di soli 36 000 uomini decise di spostare gli uomini verso Mursa Maggiore, e lì venne combattuta la battaglia decisiva: inizialmente, sull'ala sinistra, i catafratti asiatici e gli arcieri, che erano almeno 20 000, si scontrarono con i legionari e i Germani, che riuscirono a respingerli, causando almeno 10 000 morti all'ala sinistra. Sull'ala destra intanto, l'attacco di Costanzo perse vigore, e la cavalleria gallica mise in rotta gli arcieri, ma mentre li inseguiva, i catafratti li attaccarono e li annientarono, aggirando l'ala e attaccando la fanteria al centro, che soffocata dal numero cominciò la ritirata. Magnenzio fuggì abbandonando gli uomini, e le truppe della fanteria vennero costrette alla rotta. L'ala sinistra continuò a combattere per tutta la notte, e venne massacrata completamente solo la mattina dopo. Alla fine della battaglia Costanzo riportò ben 30 000 morti, e Magnenzio 24.00: Magnenzio aveva in pratica perso quasi metà del suo esercito totale. Magnenzio cercò di rifugiarsi in Italia, ma Costanzo lo precedette e attaccò l'Italia nell'inverno.

### Campagna d'Italia: 351-352
La seconda fase della guerra civile si svolse in Italia, dove la campagna fu piuttosto incruenta, ma che fu accompagnata da scaramucce e da una battaglia nei pressi di Milano. Vi furono inoltre molti massacri e piccoli assedi oltre a operazioni di guerriglia varie. Magnenzio non partecipò alla campagna e si ritirò in Gallia dove combatté gli Alemanni nelle battaglie principali di questi anni.
351Nell'inverno di quest'anno, Costanzo scese in Italia senza opposizione attraverso le Alpi Giulie. Arrivato ad Aquileia, cominciò una dura campagna di rastrellamento nei confronti dei sostenitori di Magnenzio, che fecero da anteprima alle crudeli epurazioni dell'anno dopo. La sua prima mossa fu di eliminare gli uomini distaccati da Magnenzio in Italia, circa 7 000, e li attaccò con 12 000 uomini a Milano, dove i magnenziani vennero massacrati completamente. La vittoria avvenne nei pressi di Milano che fu rapidamente occupata insieme a Pavia. La Liguria cadde dopo alcune scaramucce di cavalleria, e alla fine del 351, il Nord Italia era nelle mani di Costanzo, che si apprestò a scendere verso Roma. Intanto Magnenzio riparava in Gallia, dove si trovò ad affrontare gli Alemanni presso Lione, e li sconfisse.

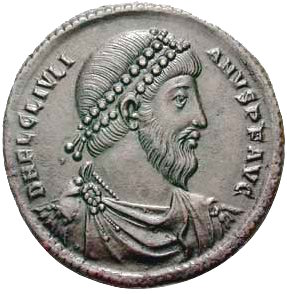
Giuliano era il cugino di Costanzo II, che nei suoi panegirici accenna alla guerra.

352L'anno cominciò con l'operazione che Magnenzio mise in atto per la riconquista dei territori vinti dai barbari, ma la campagna iniziò con un disastro: la cavalleria di Severo, il suo più abile ufficiale, passò alla parte di Costanzo, privandolo dell'unico vantaggio che aveva sui barbari che lo assediarono a Reims. Saverne fu rasa al suolo, e i barbari dilagarono in Bretagna. In Italia, Costanzo, raggiunto intanto da Severo, scendeva in Etruria, dove non ci fu opposizione a parte l'assalto di alcuni briganti mentre attraversava l'Arno. Un piccolo distaccamento di cavalleria venne, secondo Ammiano, sterminato in una palude, e Costanzo decise allora di epurare i nobili toscani. Le epurazioni videro l'uccisione di 2000 nobili ritenuti fedeli a Magnenzio, che vennero uccisi con terribile efficienza. Costanzo continuò la discesa, ed arrivato a Roma senza combattere fece giustiziare i sostenitori di Magnenzio. Alcuni cavalieri riferirono che in Campania persisteva ancora una sacca di resistenza, e Costanzo ordinò l'uccisione di 700 cavalieri gallici che però fuggirono. Nella marcia verso Napoli, questi ultimi intrapresero delle operazioni di guerriglia, ma la cavalleria di Severo li massacrò uno ad uno. Napoli fu presa senza combattere dopo due giorni di assedio, e il resto del Meridione cadde facilmente. Intanto in Gallia Alemanni e Franchi sconfiggevano ripetutamente Magnenzio e le sue legioni. Magnenzio decise allora di stabilire la propria base a Lione.

### Campagna di Gallia:352-353
L'ultima fase della guerra vide la definitiva sconfitta di Magnenzio, intrappolato tra l'esercito di Costanzo e quello degli Alemanni. Magnenzio inoltre aveva soli 11 000 uomini, e non poteva competere co n l'esercito di Costanzo. Per questo, la campagna gallica fu più che altro un inseguimento a Magnenzio più che una vera e propria campagna militare. In questa fase, però, Magnenzio riuscì a infliggere grosse perdite alla cavalleria catafratta di Costanzo.
352In quest'anno, Magnenzio e Silvano, uno dei pochi generali rimastogli fedeli condussero una campagna militare contro i barbari Alemanni che vennero clamorosamente sconfitti da 500 cavalieri di Silvano presso Lione. La vittoria spinse Magnenzio a cominciare un'offensiva verso Reims e Saverne, che decise di attuare l'anno successivo. Per ora si limitò a sconfiggere un gruppo di Alemanni a dicembre e respingerli oltre il Reno.

Gallia e frontiera romana ai tempi di Magnenzio

353Costanzo, dopo aver ormai in mano l'Italia, l'Oriente e l'Africa. Magnenzio, invece si trovava intrappolato in Gallia Meridionale, stretto tra Alemanni e Orientali. Costanzo decise allora di cominciare la campagna in Gallia. Magnenzio allora decise di muoversi verso i valichi delle Alpi, ma venne assalito dagli Alemanni, e costreetto a combattere contro i Franchi, che riuscì però a sconfiggere presso Reims. Saverne venne riconquistata, ma proprio in quel momento Costanzo attraversò le Alpi con il suo esercito, e arrivato presso il Rodana mandò in avanscoperta i cavalieri catafratti, ma Magnenzio tese loro un'imboscata uccidendone 5 000. Costanzo allora distaccò 10 000 uomini verso Lione, e Magnenzio dovette inseguirli per impedire loro di prendere la sua base operativa. Intanto, i 3 000 alleati Camavi vennero massacrati presso la foce del Rodano, e Marsiglia si arrese a Costanzo, che inseguì il rivale. Gli uomini di Magnenzio, secondo Giuliano si erano accampati presso Mons Selucus quando Costanzo li raggiunse. Magnenzio, sorpreso formò il suo esercito e affrontò Costanzo. La cavalleria di Costanzo sfondò il centro, mentre i fanti di Costanzo attaccavano le ali. Magnenzio fuggì e il suo esercito fu annientato; l'ultimo generale rimastogli fedele, Claudio Silvano lo tradì e lo fece decapitare a Lione. La guerra civile era finita.

### Campagna in altri territori:350-353
Nonostante le fasi principali della guerra si combatterono in Gallia, Italia e Dalmazia, piccole battaglie e resistenze magnenziane si videro anche in Spagna, Africa e Britannia, dove si combatterono scaramucce e guerriglia senza importanza, anche se sembra che i Britannia, le truppe di Costanzo fossero decimate dalla fame e bersagliate dalle truppe fedeli a Magnenio.
350In Britannia, una legione fedele a Costanzo venne assalita presso Londra e costretta alla ritirata; il comandante Albino e Barbazione, magister militum di Costanzo, radunarono alcuni soldati in Spagna, ma le legioni fedeli a Magnenzio sono in sovrannumero, e 800 cavalieri gallici sorprendono e disperdono le truppe. In Africa, a Cartagine si combatte aspramente per le vie, e Costanzo manda dall'Egitto 6 000 uomini, che vengono costretti alla ritirata dalle incursioni berbere e da una grave sconfitta nei pressi di Cartagine.
351Durante l'anno, in Africa i soldati di Costanzo riprovarono ad attaccare, ma le truppe di Magnenzio reagiscono con efficienza. Intanto in Spagna, le truppe fedeli a Magnenzio vennero sconfitte da un gruppo di legionari Costanziani, che si raccolsero in Andalusia per resistere al nemico. La campagna si concluse con la morte di Albino, fedele a Costanzo.
352Costanzo, dopo la vittoria di Mursa Maggiore distacca tre òlegioni in Africa, che a Cartagine sconfissero le minori forze Magnenziane in una scaramuccia. In Numidia e in Mauretania, però l'avanzata fu rallentata dalle incursioni di Berberi e Saraceni, che vennero respinti a fatica dopo alcune campagne. L'esercito si appresta a soccorrere le legioni intrappolate in Spagna, e comincia la campagna con una grande vittoria presso Siviglia. I soldati si trovarono però a che fare con un'ostinata guerriglia, e alla fine dell'ano vennero sconfitti a Illerda.
353La campagna in Spagna si conclude con la conquista di Cartagena mentre nelle Asturie gli ultimi Magnenziani si arrendono. La vittoria viene resa più completa con tre vittorie consecutive e la conquista della Britannia, caduta senza combattere.

## Conseguenze
La guerra civile aveva dissanguato l'esercito romano, che era rimasto fortemente indebolito dalla dura guerra. Le truppe romane in Gallia risultarono decimate permettendo ai barbari di invadere la regione e conquistando diversi punti strategici. La strategia di Giuliano consentì ai reggimenti faticosamente ricomposti di sconfiggere gli invasori Alamanni, ma la forza d'impatto delle legioni romane era stata ridotta dall'ultimo conflitto. Testimonianze lampanti furono le sconfitte di Giuliano II durante la campagna persiana e di Valente ad Adrianopoli nel 378, una sconfitta epocale che segnò l'inizio del crollo del potere romano.

### Fonti primarie
- Ammiano Marcellino, Rerum Gestarum Libri XXXI
- Giuliano, Panegirico a Costanzo

### Fonti secondarie
- Andrea Frediani, Storia dell'Impero Romano